# Ringeriks-Kraft Look/Saison 2013
Dieser Artikel listet Erfolge und Fahrer des Radsportteams Ringeriks-Kraft Look in der Saison 2013 auf.

## Zugänge – Abgänge
| Zugänge                | Team 2012              | Abgänge                  | Team 2013 |
| ---------------------- | ---------------------- | ------------------------ | --------- |
| Kristoffer Wormsen     | Argon 18-Unaas Cycling | Espen Gullingsrud        | Unbekannt |
| Øystein Fiska          | Neoprofi               | Morten Bjerke Jægersborg | Unbekannt |
| Marcus Fåglum Karlsson | Neoprofi               | Alexander Randin         | Unbekannt |
| Anders Kristoffersen   | Neoprofi               | Stian Saugstad           | Unbekannt |
| Øyvind Lukkedal        | Neoprofi               | Mikael Schou             | Unbekannt |
| Erik Nyqvist           | Neoprofi               |                          |           |
| Petter Theodorsen      | Neoprofi               |                          |           |

## Mannschaft
| Name                          | Geburtstag         | Nationalität |
| ----------------------------- | ------------------ | ------------ |
| Håkon Frengstad Berger        | 24. August 1992    | Norwegen     |
| Thomas Nesset Brahushi        | 22. Januar 1993    | Norwegen     |
| Øystein Fiska                 | 5. Juni 1981       | Norwegen     |
| Marius Hafsås                 | 19. März 1991      | Norwegen     |
| Henrik Steen Haugen           | 27. Juni 1992      | Norwegen     |
| Sindre Eid Hermansen          | 17. September 1993 | Norwegen     |
| Marcus Fåglum Karlsson        | 20. Juli 1994      | Schweden     |
| Max Emil Boholm Kørner        | 3. September 1991  | Norwegen     |
| Anders Kristoffersen          | 27. März 1993      | Norwegen     |
| Øyvind Lukkedal               | 19. Juni 1994      | Norwegen     |
| Erik Nyqvist                  | 26. Mai 1993       | Schweden     |
| Petter Theodorsen             | 4. April 1995      | Norwegen     |
| Martin Uthus (bis 31. Juli) 1 | 8. März 1990       | Norwegen     |
| Kristoffer Wormsen            | 7. September 1991  | Norwegen     |